# Rat River (Burntwood River)
Der Rat River ist ein 220 km langer linker Nebenfluss des Burntwood River in der kanadischen Provinz Manitoba.
Der Rat River hat seinen Ursprung im etwa 280 m hoch gelegenen Walesiak Lake im zentralen Westen von Manitoba. Er durchfließt anfangs die kleineren Seen Livingston Lake und Misseepastikwayakos Lake. Dabei fließt er in überwiegend nordwestlicher Richtung. Nach 70 km mündet der Oberlauf des Rat River am nördlichsten Punkt des Flusslaufs in eine seenartige Verbreiterung. Etwa 15 km weiter nördlich befindet sich der South Bay Diversion Channel. Über diesen wird seit 1976/77 ein Großteil des Churchill River zum Rat River hin umgeleitet. Seither durchfließt eine zusätzliche Wassermenge von etwa 760 m³/s den Mittel- und Unterlauf des Rat River. An diesem liegen die Seen und Flussverbreiterungen Karsakuwigamak Lake, Pemichigamau Lake,  Rat Lake, Misinagu Lake, Notigi Lake und Wapisu Lake. Bei Notigi, unterhalb des Notigi Lake, wird der Abfluss des Rat River von einem Wehr reguliert. An dieser Stelle überquert die Provincial Road 391 den Fluss. Der Rat River mündet schließlich in den Threepoint Lake, der vom Burntwood River durchflossen wird. Das natürliche Einzugsgebiet des Rat River umfasst 6140 km².